# Мощенские
Мощенские (пол. Moszczeński) — графский род, из Мазовии, герба Наленч.
Восходит к XV в. Род Мощенских возвысился в XVIII в.; в конце этого столетия Мощенские принадлежали к числу горячих сторонников России и получили от императрицы Екатерины II обширные владения в Юго-западном крае. Некоторые ветви этого рода пишутся «Мощинский» и «Мошинский». Род графов Мощенских внесён в V ч. дворянской родословной книги Киевской губ.
Также есть роды Мощенских, использующих гербы Долэнга, Елита, Лодзя.